# 碳负离子

碳负离子

碳负离子（英語：Carbanion），又叫碳陰離子，指的是含有一个连有三个基团，并且带有一对孤对电子的碳。碳负离子带有一个孤立负电荷，通常是三角椎體构型，其中孤对电子占一个sp3混成轨道。形式上，碳陰離子是含碳酸的共軛鹼：
R3C-H + B− → R3C− + H-B
上式的B表示鹼。而碳陰離子在有機反應中扮演中間物的角色。

## 理論
碳陰離子為親核試劑，其反應性與穩定度受許多因素影響。包含：
- 誘導效應。電荷會受鄰近的負電原子影響而穩定
- 帶電原子的混成。帶電原子混成後，S軌域的比例越大，碳陰離子就越穩定
- 共振現象。共振可以穩定碳負離子，這也是為何芳香族的碳負離子會很穩定

碳陰離子在有機化學中擔任反應中間物（活性中間體）的角色，比如E1cB反應與有機金屬化學中的格林尼亚反应。1984年，Olmstead介紹三苯甲基碳陰離子的鋰冠醚鹽，由三苯甲烷與正丁基鋰、12-冠-4反應產生。
在低溫下將三苯甲烷與融於THF的正丁基鋰反應，再加入12-冠-4產生紅色溶液與在-20℃下沉澱的鹽類複合物。中間的C-C鍵長145pm，苯基間的鍵角31.2°。與四甲基铵相比，螺旋槳型就不太明顯。探測溶液中碳負離子的其中一種方法是質子NMR。在DMSO中的環戊二烯的圖譜在5.50ppm有一個環戊二烯陰離子的峰值。

## 氢碳酸
帶有C-H的分子能經由丟出質子形成碳負離子。故有C-H鍵的烴類可以視作一種酸類，並有對應的pKa值。甲烷因pKa大到近56，相對於pKa 4.76的醋酸，通常甲烷就不視作酸類。相同的條件在判斷碳負離子的穩定度時，也能判斷出碳酸pKa的相對順序。藉由跟傳統酸類比較pKa值，可以判斷出特定化合物是否能溶於水中。下表為一些化合物的酸度，從甲烷開始，越往下酸度愈大。
| 名字                    | 化学式   | 结构 | pKa  |
| ----------------------- | -------- | ---- | ---- |
| 甲烷                    | CH4      |      | ~ 56 |
| 乙烷                    | C2H6     |      | ~ 50 |
| 環戊烷                  | C5H10    |      | ~ 45 |
| 丙烯                    | C3H6     |      | ~ 44 |
| 苯                      | C6H6     |      | ~ 43 |
| Dimethyl sulfoxide/DMSO | (CH3)2SO |      | 35.5 |
| 雙芬基甲烷              | C13H12   |      | 32.3 |
| 苯胺                    | C6H5NH2  |      | 30.6 |
| 三芬基甲烷              | C19H16   |      | 30.6 |
| 乙醇                    | C2H5OH   |      | 29.8 |
| 丙酮                    | C3H6O    |      | 26.5 |
| 乙炔                    | C2H2     |      | 25   |
| 環戊二烯                | C5H6     |      | 18   |

```
 --以粗體字表示酸類
```

## 歷史
1907年，碳陰離子在Clarke和Lapworth發表關於安息酸縮合反應機制的文章中首次出現。1904年，Schlenk從四甲基氯化铵與三苯甲基钠反應製備Ph3C-NMe4+以獲得五價氮。十年後，他證明出三苯甲基自由基如何藉由鹼金屬來減少碳離子。Wallis和Adams在1933年使用碳陰離子這個詞來表示帶有負電荷的碳離子。

## 連結
- 碳正离子